# Валя-Боркутулуй
Валя-Боркутулуй (рум. Valea Borcutului) — село у повіті Бистриця-Несеуд в Румунії. Адміністративно підпорядковане місту Синджорз-Бей.
Село розташоване на відстані 345 км на північ від Бухареста, 29 км на північний схід від Бистриці, 103 км на північний схід від Клуж-Напоки.

## Населення
За даними перепису населення 2002 року у селі проживали 1299 осіб.
Національний склад населення села:
| Національність | Кількість осіб | Відсоток |
| -------------- | -------------- | -------- |
| румуни         | 1291           | 99,4%    |
| цигани         | 8              | 0,6%     |

Рідною мовою назвали:
| Мова      | Кількість осіб | Відсоток |
| --------- | -------------- | -------- |
| румунська | 1291           | 99,4%    |
| циганська | 8              | 0,6%     |